# いつか誰かと
『いつか誰かと』（いつかだれかと）は、1990年2月26日 - 4月13日にTBS『花王 愛の劇場』枠にて放送されていた日本のテレビドラマ。

## キャスト
- 宮崎美子
- 辰巳琢郎
- 本田博太郎
- 高橋千代美
- 川野太郎
- 鈴木瑞穂
- 高田敏江
- 小野武彦
- 西村和彦
- 野村ちこ
- 木之原賀子（現・犬塚賀子）
- 翁華栄
- 田根楽子
- 高橋彩夏
- 松浦佐知子
- でんでん
- 及川ヒロオ
- 松美さかえ（現・ふくまつみ）
- 小柳みゆき（現・小柳友貴美）
- 立石凉子
- 夏川加奈子
- 渡部篤（現・渡部篤郎）
- 田岡美也子
- 山崎大輔
- 平野稔
- 池田道枝
- 有馬昌彦
- 木村翠

## スタッフ
- 脚本 - 鹿水晶子
- 音楽 - 大島ミチル
- 演出 - 剣正博
- 製作 - 松竹株式会社・TBS

## 主題歌
- 「COME INTO MY LIFE」

作詞：P.CHITEN・P.P.OLAND・暮醐遊 / 作曲 ：P.CHITEN・P.P.OLAND / 編曲：岩本正樹 / 歌：沢田知可子